# Blohm & Voss BV 222

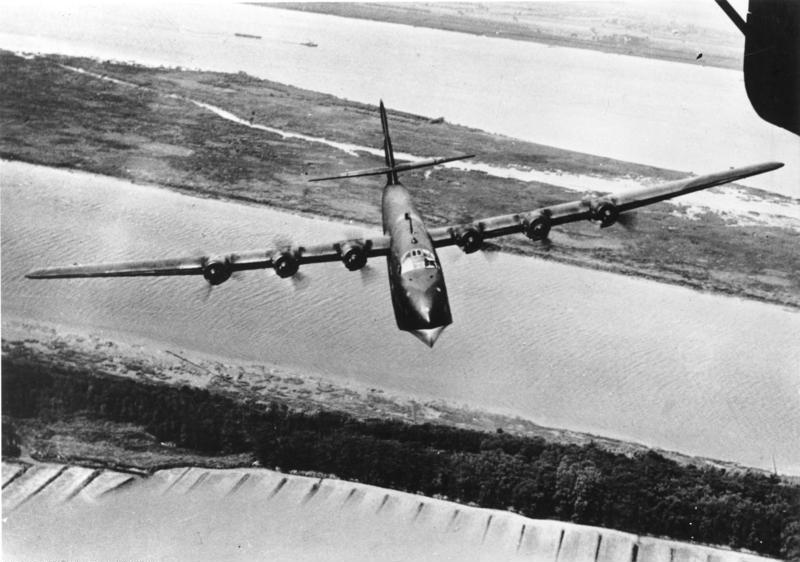
Blohm & Voss BV 222 im Flug

Die Blohm & Voss BV 222 Wiking war ein großes deutsches Flugboot des Zweiten Weltkriegs. Drei dieser im Auftrag der Lufthansa entworfenen sechsmotorigen Flugzeuge wurden am 19. September 1937 von der Lufthansa für den Dienst auf Langstrecken bestellt. Aufgrund des am 1. September 1939 begonnenen Zweiten Weltkrieges wurden diese Maschinen zu militärischen Transport- und Aufklärungsflugzeugen umgerüstet und weitere Maschinen gleicher Bauart für die Luftwaffe hergestellt.
Der Erstflug fand am 7. September 1940 statt. Wahrscheinlich wurden 13 Flugzeuge gebaut, darunter die Prototypen V1 bis V8. Die Serienvarianten trugen die Bezeichnung C-09 bis C-13, wovon letzteres bei Kriegsende noch nicht fertiggestellt war.

## Konstruktion
Die Konstruktion wurde maßgeblich von dem damaligen Chefkonstrukteur Richard Vogt ausgeführt und beinhaltete zahlreiche technische Neuerungen. Das Flugboot hatte einen langen flachen Boden in der Kabine sowie eine große rechteckige Frachttür auf der rechten Rumpfseite hinter der Tragfläche.
Ursprünglich wurde die BV 222 mit Sternmotoren Bramo 323 „Fafnir“ angetrieben. Später wurden sechs Gegenkolbenmotoren Jumo 207C eingesetzt. Die Verwendung von Dieselkraftstoff machte ein Auftanken von U-Booten aus möglich. Von der BV 222 C-13 wurde nur ein einziges Exemplar mit Jumo 205 C, später auch Jumo 205 D gebaut.
Für den geplanten Einsatz im Transatlantikverkehr war der Innenraum der BV 222 in Ober-, Unter-, und Unterwasserdeck aufgeteilt. Das mittige Unterdeck war im Normalfall für 24, bei Nachtflügen für 16 Fluggäste ausgelegt. Der Bug- und Heckbereich des Decks war für das Gepäck vorgesehen. Die luxuriöse Innenausstattung des Fluggastabteils stammte von Erdmann & Rossi. Die Passagiere waren in vier Kabinen untergebracht, die im Nachtbetrieb in acht Doppelstock-Schlafkojen für je zwei Personen oben und unten umgebaut werden konnten. Das Flugboot verfügte außerdem über eine Bordküche und ein Speiseabteil mit Esstisch und Stehtresen. Bis zum Kriegsausbruch wurde aber lediglich eine Attrappe des Fluggastraums fertiggestellt.
Für die militärische Nutzung wurde auf dem Rumpfrücken hinter dem Cockpit ein Geschützturm HD 151 ergänzt. Zwei weitere Geschütztürme befanden sich auf den Tragflächen. Der Zugang erfolgte durch einen röhrenförmigen Flügelholm mit einem Meter Durchmesser. Auf gleichem Wege konnten Mechaniker während des Fluges zu den Motoren gelangen.

## Einsatz

### Diverse Einsätze
Ab 1941 flogen BV 222 im Rahmen der Lufttransportstaffel 222 Transporte nach Nordnorwegen und zur Versorgung der Truppen in Nordafrika, insbesondere nach Tripolis. Weitere Flugzeuge der 1. (Fern/See) Aufklärungsgruppe 129 flogen von einer übernommenen französischen Flugbootbasis bei Biscarrosse, nahe dem Golf von Biskaya, ihre Einsätze. Dort wurden V3 und V5 im Juni 1943 an ihrer Anlegestelle von De Havilland DH.98 Mosquitos der RAF zerstört.
V6 und V8 wurden unabhängig voneinander über dem Mittelmeer abgeschossen. V1 wurde bei einem Landeunfall beim Hafen von Piräus zerstört, die C-10 durch Nachtjäger der RAF gegen Ende 1943.
Nach der Invasion in der Normandie bildeten die verbliebenen BV 222 eine Einheit innerhalb des streng geheimen Kampfgeschwader 200. Eine davon, die C-09, wurde an ihrer Anlegestelle am Ostseehafen von Travemünde durch P-51 Mustang zerstört. Im späteren Kriegsverlauf wurden die V7 und V4 bei Travemünde bzw. Kiel-Holtenau versenkt.
V2 und C-12 wurden nach dem Krieg bei Sørreisa in Norwegen erbeutet und nach Trondheim geflogen. Diese beiden Flugzeuge waren auf Befehl von Hitlers Pilot Hans Baur 1945 vorbereitet worden, um Hitler über Grönland nach Japan auszufliegen. Interessanterweise wurde diese Operation noch nach Hitlers Tod fortgesetzt, wie entsprechende Befehle vom 1. Mai 1945 zeigen. Die Kopie eines Befehls an Oberstleutnant Lenschow, Kdr. K-Stelle, Fliegerhorst Travemünde existiert noch in archivierter Form. Der Navigator eines dieser Flugzeuge, Hauptmann Ernst König, hat dies im Alter von 93 Jahren noch bestätigt. Zwei weitere Flugzeuge, die für diese Mission bestimmt waren, wurden an ihrer Anlegestelle in Deutschland zerstört (eine davon könnte die C-09 gewesen sein).
In einer deutschen Zeitung erschien ein Bericht, nach dem mindestens eine BV 222 als Lufthansa-Maschine gekennzeichnet noch vor April 1944 über den Nordpol nach Sachalin, damals noch Teil des japanischen Kaiserreichs, geflogen sei.
Mindestens einer BV 222 gelang Berichten zufolge der Abschuss einer PB4Y Liberator des VB-105 (BuNo 63917). Dieser Luftkampf ereignete sich am 22. Oktober 1943. Seither wurde dieses Ereignis oft auch als Abschuss einer Avro Lancaster beschrieben.

### Abholung des Wettertrupps „Schatzgräber“
Deutschland unterhielt während des Zweiten Weltkriegs vom August 1943 bis Juli 1944 eine geheime Wetterstation mit dem Tarnnamen „Schatzgräber“ auf Alexandraland im Archipel Franz-Joseph-Land. Anfang Juli 1944 landete dort eine Fw 200, um einen Arzt abzusetzen. Laut Befehl sollte der Arzt per Fallschirm abgesetzt werden, man entschied sich jedoch zur Landung auf dem unebenen Gelände, wobei das Fahrwerk beschädigt wurde. Daraufhin wurde eine BV 222, die V2, mit Ersatzteilen beladen, die sie über Alexandraland abwarf. Die Reparatur der Fw 200 gelang, und sie konnte am 11. Juli mit der gesamten Besatzung der Wetterstation nach Norwegen zurückfliegen.

### Versorgung der Truppen in Nordafrika im Dezember 1942

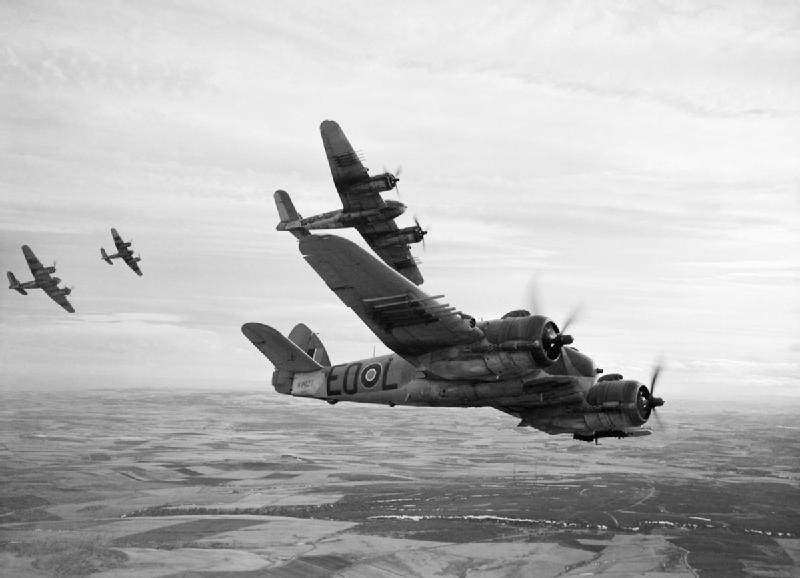
Bristol Beaufighter beim Auflösen einer Formation

Um die immer dringlicher werdende Versorgung mit Nachschub und im Besonderen Treibstoff für die Truppen im Nordafrikafeldzug zu verbessern, wurden die kleinen und langsamen Ju-52-Transporter durch drei dieser riesigen BV-222-Flugboote von Süditalien aus unterstützt. Am 10. Dezember 1942 gelang es den auf Malta stationierten Beaufighters der 227 RAF Squadron, den nicht ausreichend von Jägern geschützten Verband aus drei BV-Maschinen (V1, V4 und V8) anzugreifen. Die Maschinen waren von Tarent in Italien unterwegs nach Tripolis in Libyen. Dabei wurde eine BV 222, die „X7+HH“ (WNr. 310008, V8) morgens um 7:35 Uhr südlich von Malta abgeschossen. Für die einmotorige Bf 109 war die lange Strecke über dem offenen Meer als Begleitjäger nicht machbar. Die zweimotorige Bf 110 hätte den Schutz übernehmen können, doch war zu diesem Zeitpunkt das ZG 26 schon zu stark geschwächt. Unter den Passagieren war Hauptmann Wolf-Dietrich Peitsmeyer, der nach Afrika unterwegs war, um das Kommando über die I./SG2 zu übernehmen. Der Ritterkreuzträger gilt seither als vermisst. Die neun Mann starke Besatzung von Obltn. Heinz überlebte den Abschuss nicht.

## Verbleib
Die C-12 wurde vom RAF-Testpilot Eric Brown 1946 mit dem britischen Kennzeichen VP501 nach Calshot geflogen und 1947 verschrottet. Die V2 trug 1946 kurzzeitig US-amerikanische Hoheitszeichen. Sie wurde später mit BV-222-Ersatzteilen von der Basis bei Ilsvika als Ballast beladen und versenkt. Die V2 wurde an eine Stelle im Trondheimsfjord zwischen Ilsvika und Munkholmen geschleppt, wo das im September 2022 wiederentdeckte Wrack in etwa 300 m Tiefe in mehrere Teile zerbrochen auf dem Meeresgrund liegt und aufgrund des geringen Sauerstoffgehalts im Wasser den Umständen entsprechend relativ gut erhalten ist. Pläne, dieses Flugzeug zu heben und zu restaurieren, werden aber aufgrund zu hoher Kosten wahrscheinlich nicht verwirklicht werden.

## Technische Daten
| Kenngröße             | Daten                                    |
| --------------------- | ---------------------------------------- |
| Besatzung             | 16                                       |
| Transportkapazität    | 92 Soldaten                              |
| Länge                 | 37 m                                     |
| Spannweite            | 46 m                                     |
| Höhe                  | 10,90 m                                  |
| Flügelfläche          | 255 m²                                   |
| Flügelstreckung       | 8,3                                      |
| Leermasse             | 30.650 kg                                |
| Startmasse            | 49.000 kg                                |
| Reisegeschwindigkeit  | 257 km/h                                 |
| Höchstgeschwindigkeit | 390 km/h                                 |
| Dienstgipfelhöhe      | 7.300 m                                  |
| Reichweite            | 6.095 km                                 |
| max. Flugdauer        | 28 h                                     |
| Steigrate             | 2,50 m/s                                 |
| Treibstoffkapazität   | 18.333 kg                                |
| Triebwerke            | 6 × Diesel-Gegenkolbenmotoren Jumo 207C  |
| Bewaffnung            | 3 × 20-mm-MG 151/20 und 4 × 13-mm-MG 131 |